# Oxford Township (Butler County, Ohio)
Oxford Township ist eines von dreizehn Townships des Butler Countys im US-Bundesstaat Ohio. Nach der Volkszählung im Jahr 2000 waren hier 24.133 Einwohner registriert.

## Geographie
Oxford Township liegt im äußersten Nordwesten des Butler Countys im Südwesten von Ohio, grenzt im Westen an Indiana und im Uhrzeigersinn an die Townships: Israel Township im Preble County, Somers Township (Preble County), Milford Township, Hanover Township, Reily Township, Bath Township im Franklin County (Indiana), und Union Township im Union County (Indiana).

## Verwaltung
Das Township wird durch ein Board of Trustees, bestehend aus drei gewählten Mitgliedern, verwaltet. Zwei Personen werden jeweils im Jahr nach der Präsidentschaftswahl gewählt und eine jeweils im Jahr davor. Die Amtszeit dauert in der Regel vier Jahre und beginnt jeweils am 1. Januar. Daneben gibt es noch einen Township Clerk (zuständig für Finanzen und Budget), der ebenfalls im Jahr vor der Präsidentschaftswahl auf eine vierjährige Amtszeit gewählt wird. Dessen Amtszeit beginnt jeweils am 1. April.